# 10780 Apollinaire
10780 Apollinaire (1991 PB2) là một tiểu hành tinh vành đai chính được phát hiện ngày 2 tháng 8 năm 1991 bởi E. W. Elst ở Đài thiên văn Nam Âu. Nó được đặt theo tên nhà thơ Pháp Guillaume Apollinaire (Wilhelm Appollinaris de Kostrowitzky).